# モンゴル国の世界遺産
モンゴル国の世界遺産（モンゴルこくのせかいいさん）について述べる。モンゴルの世界遺産条約受諾は1990年2月2日のことであった（当時はモンゴル人民共和国）。以下は第45回世界遺産委員会（2023年）終了時点の情報である。

## 世界遺産
| 画像 | 登録名                                     | 登録年 | 分類 | 登録基準      | ID   | 備考               |
| ---- | ------------------------------------------ | ------ | ---- | ------------- | ---- | ------------------ |
|      | ウヴス・ヌール盆地                         | 2003年 | 自然 | (9), (10)     | 769  | ロシア連邦と共有。 |
|      | オルホン渓谷の文化的景観                   | 2004年 | 文化 | (2), (3), (4) | 1081 | 文化的景観         |
|      | モンゴル・アルタイ山脈の岩絵群             | 2011年 | 文化 | (3)           | 1382 |                    |
|      | 大山ブルカン・カルドゥンと周辺の神聖な景観 | 2015年 | 文化 | (4), (6)      | 1440 |                    |
|      | ダウリヤの景観群                           | 2017年 | 自然 | (9), (10)     | 1448 | ロシア連邦と共有。 |
|      | 鹿石および青銅器時代の関連遺跡群           | 2023年 | 文化 | (1), (3)      | 1621 |                    |

## 暫定リスト記載物件
モンゴルは世界遺産の暫定リストに、大ゴビ砂漠など、計12件を記載している。